# Melbourne Central
Melbourne Central je eden izmed višjih nebotičnikov v Melbournu v Avstraliji. V višino meri 211 m. V njem je velik nakupovalni center, poslovni prostori in železniška postaja Melbourne Central.